# Tocotrienole
Tocotrienole, auch bekannt als T3 oder TCT, sind Vitamere und gehören zur Familie der Vitamin-E-Verbindungen. Im Gegensatz zu den Tocopherolen weisen Tocotrienole eine dreifach ungesättigte Seitenkette auf, behalten jedoch die gleiche Funktionsgruppe (α, β, γ, δ) bei. Ähnlich wie Tocopherole wirken Tocotrienole als Antioxidantien, haben aber auch einige weitere Funktionen, die bei Tocopherolen nicht vorhanden sind.

## Aufbau
Tocotrienole enthalten einen an Position 6 hydroxylierten Chromanring, der an Position 2 mit einer ungesättigten Seitenkette verknüpft ist. Die Derivate werden in Abhängigkeit von der Methylierung des Chromanrings in eine α-, β-, γ- oder δ-Form unterteilt. Tocotrienole liegen natürlicherseits in einer (R)-Konfiguration vor.
| Name          | Struktur des (R)-Isomers | R1  | R2         | CAS-Nummer |
| ------------- | ------------------------ | --- | ---------- | ---------- |
| α-Tocotrienol |                          | CH3 | CH3        | 58864-81-6 |
| β-Tocotrienol | CH3                      | H   | 490-23-3   |            |
| γ-Tocotrienol | H                        | CH3 | 14101-61-2 |            |
| δ-Tocotrienol | H                        | H   | 25612-59-3 |            |

## Vorkommen
Tocotrienole sind in Pflanzen weit verbreitet. Während in grünen Pflanzenteilen hauptsächlich Tocopherole vorkommen, enthält das Endosperm der Samen vieler Monokotyledonen Tocotrienole als primäre Vitamin E-Form. Daher sind Getreidekörner (z. B. Weizen, Reis oder Gerste) reich an Tocotrienolen. Auch in Samen mancher zweikeimblättrigen Pflanzen inklusive Doldenblütler oder Nachtschattengewächsen. Allgemein finden sich Tocotrienole insbesondere in nicht-photosynthetisch aktivem Gewebe und Organen wie Samen oder Früchte.
Als besonders reichhaltig gelten Palmöl mit bis zu 80 mg / 100 g (vorwiegend als α- und δ-Tocotrienol), Reisöl mit 120 mg / 100 g (vorwiegend γ-Tocotrienol), Schwarzkümmelöl mit 120 mg / 100 g (vorwiegend als β-Tocotrienol) sowie insbesondere Nelkenöl mit fast 1000 mg / 100 g (insbesondere δ-Tocotrienol).
Durch das reichliche Vorkommen in Gerste und Reis (auch Weintrauben und Palmöl) sind Tocotrienole seit Jahrtausenden normaler Bestandteil der Ernährung.

## Unterschiede von Tocotrienolen zu Tocopherolen
Chemisch gesehen unterscheiden sich Tocotrienole nur durch die Seitenkette von den analogen Tocopherolen. Während sie bei den letzteren vollständig gesättigt ist, weisen Tocotrienole eine dreifach ungesättigte Seitenkette auf. Sie unterscheiden sich von den Tocopherolen in der antioxidativen Wirkung, Vitamin E-Wirkung, Verteilung und Verweilzeit im Körper und vielfältige Einflüsse auf Transkriptionsfaktoren und Enzyme, die bei α-Tocopherol gar nicht feststellbar sind.

### Vitamin E-Wirkung
Die Vitamin-E Wirkung wird definiert durch ihre Fähigkeit, nach einer Mangeldiät die Fruchtbarkeit von Ratten wieder herzustellen (Fertilitätstest). Zur Standardisierung der Vitamin E-Aktivität eines Derivates wird der Begriff α-Tocopherol-Äquivalent (α-TE oder TÄ) angegeben. So entspricht die Aktivität von 1 mg (RRR)-α-Tocopherol 3,3 mg α-Tocotrienol oder 20 mg β-Tocotrienol. Damit beträgt die Wirksamkeit von α-Tocotrienol ein Drittel von der des α-Tocopherol. Die biologische Vitamin E-Aktivität von γ- und δ-Tocotrienol liegt unterhalb der Nachweisgrenze. Die biologische Vitamin E-Aktivität hat keinen direkten Bezug zum antioxidativen Potential.

### Antioxidative Wirkung
Vitamin E ist Bestandteil biologischer Membranen und kann als einziges Antioxidans die peroxidative Kettenreaktion unterbrechen. Außerdem schützt es ungesättigte Fettsäuren vor Autoxidation und unterbindet die Oxidation sauerstoffempfindlicher Substanzen wie Vitamin A.
Die antioxidative Wirkung von Tocotrienolen in den Zellmembranen ist deutlich höher als die von α-Tocopherol.

### Verteilung im Körper, Langlebigkeit
Der Transport von Vitamin E im Blut wird vorwiegend durch das α-Tocopherol-Transferprotein (α-TTP) bewerkstelligt. Dieses bindet bevorzugt an α-Tocopherol und hat eine geringere Affinität zu anderen Tocopherolen und Tocotrienolen. Dadurch wird im Körper bevorzugt α-Tocopherol verteilt, welches die anderen Isomere von den Transportwegen verdrängen kann.
Tocotrienole bewegen sich im Körper aber auch durch Diffusion zwischen den Zellen und werden auch ohne das Transportprotein aufgenommen.
Tocotrienole haben im Blutstrom nur eine kurze Halbwertzeit von ca. 3 bis 6 Stunden, gegenüber 5 bis 7 Tagen bei α-Tocopherol, welches in Geweben sogar bis zu 100 Tagen gespeichert werden kann.

### Bioverfügbarkeit
Bei oraler Einnahme werden Tocotrienole nur etwa 30 % so gut wie Tocopherol im Körper aufgenommen. Außerdem werden sie schneller wieder ausgeschieden. Tocotrienole werden aber wesentlich besser als Tocopherole durch die Haut aufgenommen.
Die Einnahme von α-Tocopherol, insbesondere von synthetischem dl-α-Tocopherylacetat, vermindert die Aufnahme der Tocotrienole aus der Nahrung und beschleunigt die Abbau-Rate im Gewebe.

### Technische Gewinnung
Tocotrienole werden derzeit in großem Maßstab aus rotem Palmöl, aus Annattosamen und aus Reiskeimöl gewonnen. Eine chemische Synthese findet nicht statt. Das aufkonzentrierte Vitamin-Öl wird TRF (Tocotrienol Rich Fraction) genannt. Die Zusammensetzung unterscheidet sich je nach Ursprung beträchtlich. So besteht das Vitamin E aus Annattosamen ausschließlich aus δ-Tocotrienol und γ-Tocotrienol. Das TRF aus rotem Palmöl besteht zu je ca. 25 % aus α-Tocopherol und α-Tocotrienol, der Rest aus überwiegend γ-Tocotrienol. Die Extraktionen aus Reisöl bestehen zu ca. 50 % aus α-Tocopherol, der Rest aus gemischten Tocotrienolen.

## Tocotrienole in Kosmetik
Die Verwendung von Tocotrienolen in Kosmetik wurde Mitte der 90er Jahre in der EU und den USA patentiert. Die Wirkung zur Verbesserung des Erscheinungsbildes von Haut und Haar wird den antioxidativen Eigenschaften von Tocotrienolen zugeschrieben. In Kosmetikartikeln werden sie in der Liste der Inhaltsstoffe als TOCOTRIENOLS (INCI) aufgeführt.

## Forschung
Tocotrienole hemmen die Aktivierung des Transkriptionsfaktors NF-κB, unter anderem durch die Hemmung der Farnesyl-Prenyl-Transferase. NF-κB reguliert Gene, die eine zentrale Rolle bei Entzündung, Apoptose und Alterung spielen. Nach dem gegenwärtigen Stand der Forschung wird diese Eigenschaft, die vorwiegend bei den Isomeren γ-Tocotrienol und δ-Tocotrienol zu finden ist, für die Wirkung im Bereich Entzündungshemmung und Krebs in Verbindung gebracht. Tocotrienole hemmen Osteoklasten, wodurch der Knochenabbau gemindert wird.
Seit 1991 wird über weitere biologische Funktionen von Tocotrienolen berichtet, die überwiegend nicht bei Tocopherolen zu finden sind: Dies sind antiproliferative, neuroprotektive und entzündungshemmende Eigenschaften. Diese Wirkungen wurden jedoch größtenteils nicht am Menschen nachgewiesen, sondern nur in Zellkulturen oder im Tierversuch gesehen.

### Klinische Studien am Menschen
In klinischen Prüfungen werden Tocotrienole bei verschiedenen Erkrankungen erprobt, z. B. bei der nicht-alkoholischen Fettleberkrankheit, bei kardiovaskulären Erkrankungen, bei Krebs oder bei Osteoporose. Generell wurden die verabreichten Dosen gut vertragen.

## Geschichte
Die Erforschung der Tocotrienole begann Ende der 1950er Jahre, als ein Derivat des α-Tocopherols (5,7,8-Trimethyltocotrienol) 1959 in Reis beschrieben wurde. 1961 wurde durch die Arbeiten von J. Bunyan und Mitarbeitern schließlich die Bezeichnung „Tocotrienol“ als ungesättigte Form des Tocols (α-Tocopherol) geprägt, außerdem hatte die Arbeitsgruppe dessen biologische Bedeutung erkannt. Die Aufklärung der Struktur von α-Tocotrienol wurde 1963 durch Peter Schudel und Mitarbeitern veröffentlicht.
Im Vergleich zu den Tocopherolen als präsenter Vertreter des Vitamin E wurde vergleichsweise wenig Forschung an den Tocotrienolen betrieben, hierbei größtenteils an α-Tocotrienol.